# Минчев, Минчо
Ми́нчо Ми́нчев (17 сентября 1950, Габрово) — болгарский скрипач, музыкальный педагог.

## Биография
В девять лет дал первый концерт, с 13-летнего возраста выступал с оркестром как солист. В 1970 г. получил вторую премию на Международном конкурсе скрипачей имени Паганини (первая премия в тот год не присуждалась), в 1974 г. выиграл в Лондоне конкурс скрипачей имени Карла Флеша. В Лондоне же совершенствовал исполнительское мастерство под руководством Ифры Нимана. С 1975 гг. солист Софийской и Варненской филармоний; специально для Минчева болгарским правительством была в 1977 г. приобретена скрипка Страдивари «Барон Витгенштейн» (1716). С 1990 года преподаёт в Эссене.

## Награды
- 1979 — Заслуженный артист НРБ
- 2010 — Орден «Стара-планина» I степени[1]